# (30856) 1991 XE
(30856) 1991 XE est un astéroïde aréocroiseur de 3,441 km de diamètre découvert en 1991.

## Description
(30856) 1991 XE a été découvert le 7 décembre 1991 à l'observatoire Palomar, situé au nord de San Diego en Californie, par Eleanor Francis Helin.

### Caractéristiques orbitales
L'orbite de cet astéroïde est caractérisée par un demi-grand axe de 1,83 ua, un périhélie de 1,63 ua, une excentricité de 0,11 et une inclinaison de 26,65° par rapport à l'écliptique. Du fait de ces caractéristiques, à savoir un demi-grand axe inférieur à 3,2 ua et un périhélie compris entre 1,3 et 1,666 ua, il croise l'orbite de Mars et est classé, selon la JPL Small-Body Database, comme astéroïde aréocroiseur (aréo venant de Arès).

### Caractéristiques physiques
(30856) 1991 XE a une magnitude absolue (H) de 14,0 et un albédo estimé à 0,386, ce qui permet de calculer un diamètre de 3,441 km.Ces résultats ont été obtenus grâce aux observations du Wide-Field Infrared Survey Explorer (WISE), un télescope spatial américain mis en orbite en 2009 et observant l'ensemble du ciel dans l'infrarouge, et publiés en 2015 dans un article présentant les résultats concernant 7 956 astéroïdes.